# إنريكي لوبيز (روائي)
إنريكي لوبيز (بالإسبانية: Enrique López Albújar)‏ (و. 1872 – 1966 م) هو روائي، وقاضي، وصحفي، ورئيس تحرير صحيفة، وكاتب قصص قصيرة، وشاعر، وكاتب مذكرات، ومدرس بيروفي، ولد في تشيكلايو، توفي في ليما، عن عمر يناهز 94 عاماً.

## التعليم
تعلم في جامعة سان ماركوس الوطنية، في تخصص دراسة القانون (حتى 1899)
.